# Крушение в Аваше
Крушения в Аваше — железнодорожная катастрофа в Эфиопии у города Аваш. 13 января 1985 года поезд-экспресс сошёл с рельсов на мосту через ущелье реки Аваш. По официальным данным, погибло 428 человек, более 500 получили ранения. Катастрофа является крупнейшей железнодорожной катастрофой в Африке по числу жертв.

## Катастрофа
Пассажирский экспресс следовал из Дыре-Дауа в Аддис-Абебу по железной дороге Эфиопия — Джибути. Сообщалось, что он был переполнен и провозил примерно 1000 пассажиров. На повороте при пересечении моста над рекой Аваш четыре задних вагона поезда сошли с рельсов и упали в речное ущелье.
По первоначальным сообщениям, погибло 449 человек. Позднее эфиопское государственное радио сообщили о 428 жертвах катастрофы. Более 500 человек получили ранения.

## Причины
Министерство транспорта Эфиопии назвало причиной катастрофы превышение скорости. Был арестован машинист поезда.